# Emanuele Di Zenzo
Emanuele Di Zenzo (* 26. Dezember 1979) ist ein ehemaliger Schweizer Fussballspieler. Seine Position war das zentrale Mittelfeld. Er wurde 1999 mit dem Servette FC Genève Schweizer Meister.

## Erfolge
1× Schweizer Meister mit Servette FC Genève